# Verbliujka, Novhorodka
Verbliujka (în ucraineană Верблюжка) este o comună în raionul Novhorodka, regiunea Kirovohrad, Ucraina, formată numai din satul de reședință.

## Demografie
Componența lingvistică a comunei Verbliujka
     Ucraineană (97,65%)
     Rusă (1,37%)
     Alte limbi (0,74%)
Conform recensământului din 2001, majoritatea populației comunei Verbliujka era vorbitoare de ucraineană (97,65%), existând în minoritate și vorbitori de rusă (1,37%).